# Ekne
Ekne ([äkkne]) är en tätort och en socken i Levangers kommun (tidigare Skogns kommun) i Trøndelag fylke i Norge. 
Byn är mest känd för att tyska ockupationsmakten under andra världskriget använde Falstad skola som fångläger: «SS-Strafgefangenenlager Falstad». Drygt 200 fångar sköts och begravdes i Falstadskogen. Där finns nu ett minnesmärke över händelsen.
Ekne är även en socken inom Skogns pastorat. Byn och socknen gränser mot Alstadhaugs socken i Skogns pastorat jämte Frosta kommun.